# 佐郷屋留雄

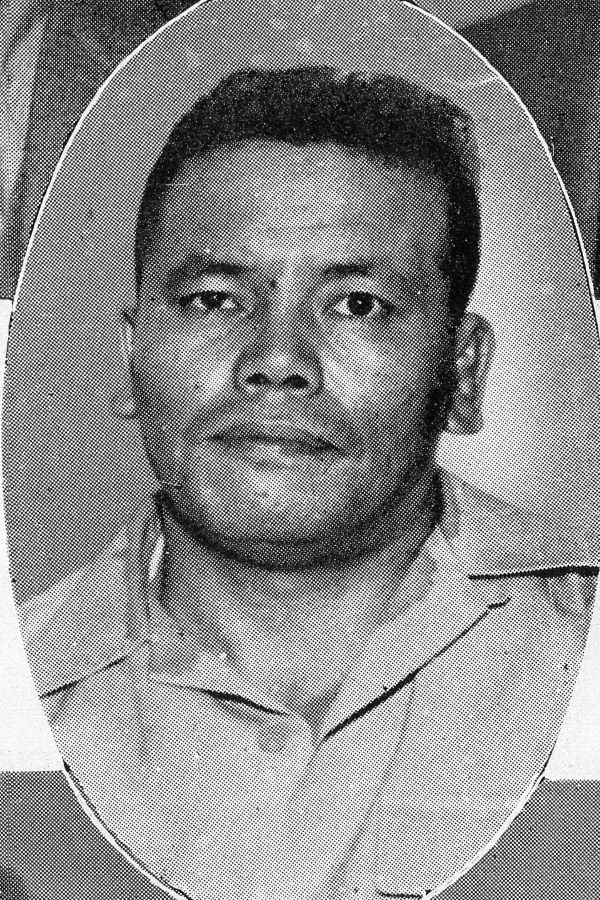
佐郷屋留雄

佐郷屋 留雄（さごうや とめお、1908年〈明治41年〉12月1日 - 1972年〈昭和47年〉4月14日）は、日本の右翼活動家。熊本県出身。別名は佐郷屋 嘉昭（さごうや よしあき）。玄洋社系右翼団体愛国社党員。濱口雄幸首相暗殺未遂犯。

## 経歴

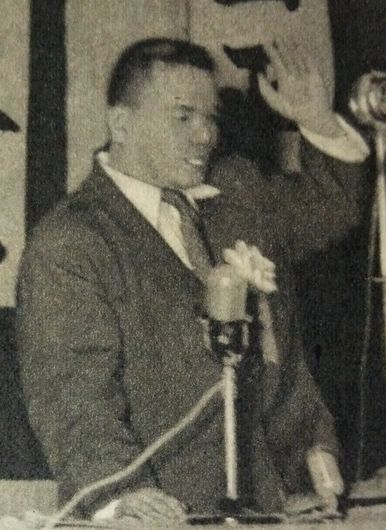
佐郷屋留雄、1953年。

本籍は長崎県東彼杵郡彼杵村だが、清の吉林省和龍県大拉子（現在の中国延辺朝鮮族自治州）で生まれ、朝鮮の忠清南道大田面に転居し同地の小学校を卒業。15歳で家出し、福岡県大牟田市に暮らす生母の佐郷屋いそのもとに寄宿し、同地で日本郵船営口丸の舵夫となり、19歳まで横浜や神戸など各地の汽船会社を転々とする。その後一年間満洲を放浪したのち1927年に大連からシンガポールへ密航し、翌年鹿児島丸で神戸に戻り、上京して黒龍会渡辺義久らの世話になる。1929年に渡辺が殴打される事件が起こり、その報復に犯人を襲い傷害罪で逮捕され、執行猶予4年の刑を受ける。1930年7月に愛国社の社員となり、同年11月に濱口首相襲撃事件を起こす。

### 濱口首相暗殺未遂事件

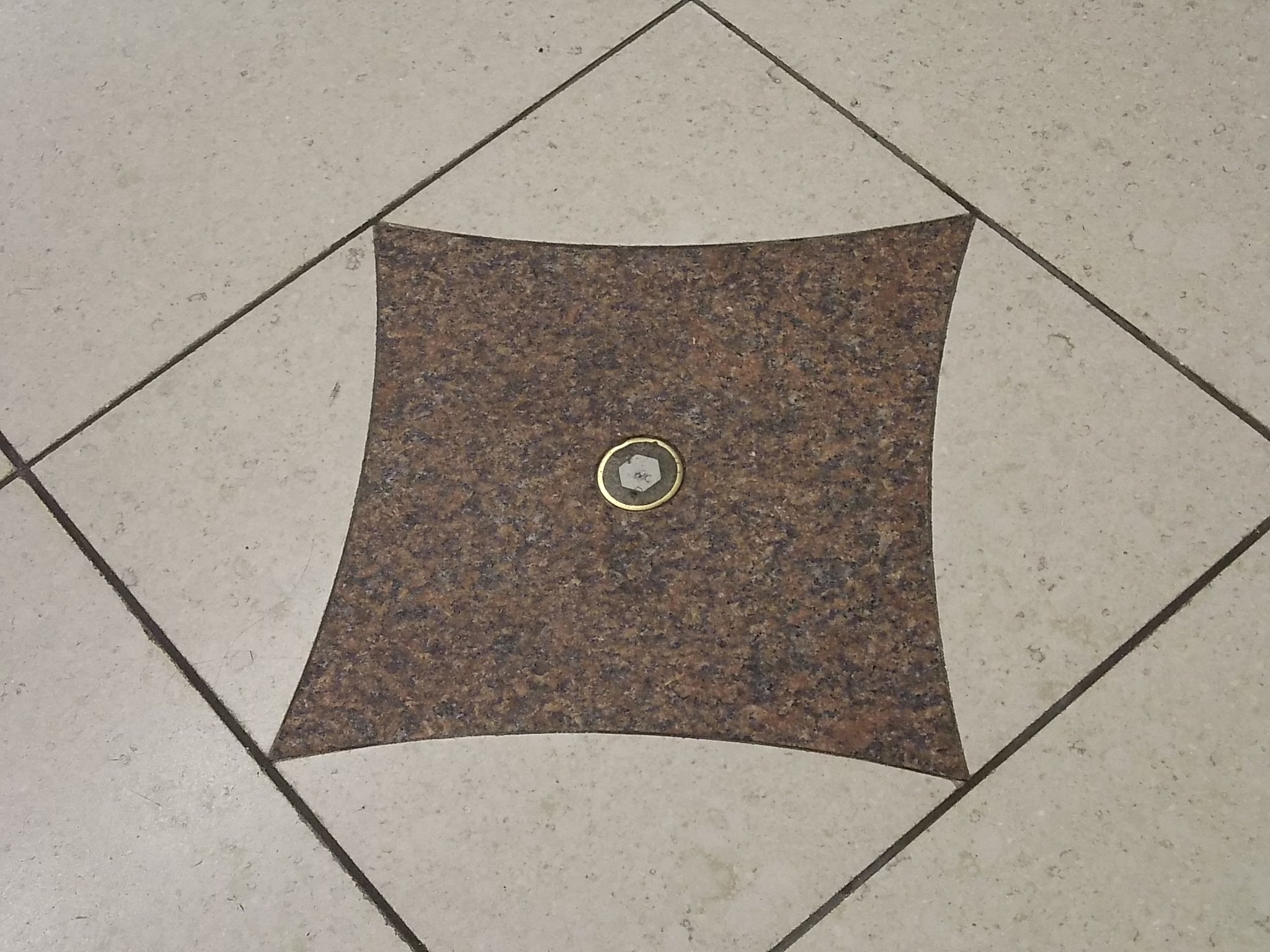
濱口首相遭難事件現場のプレート、東京駅、2012年撮影。

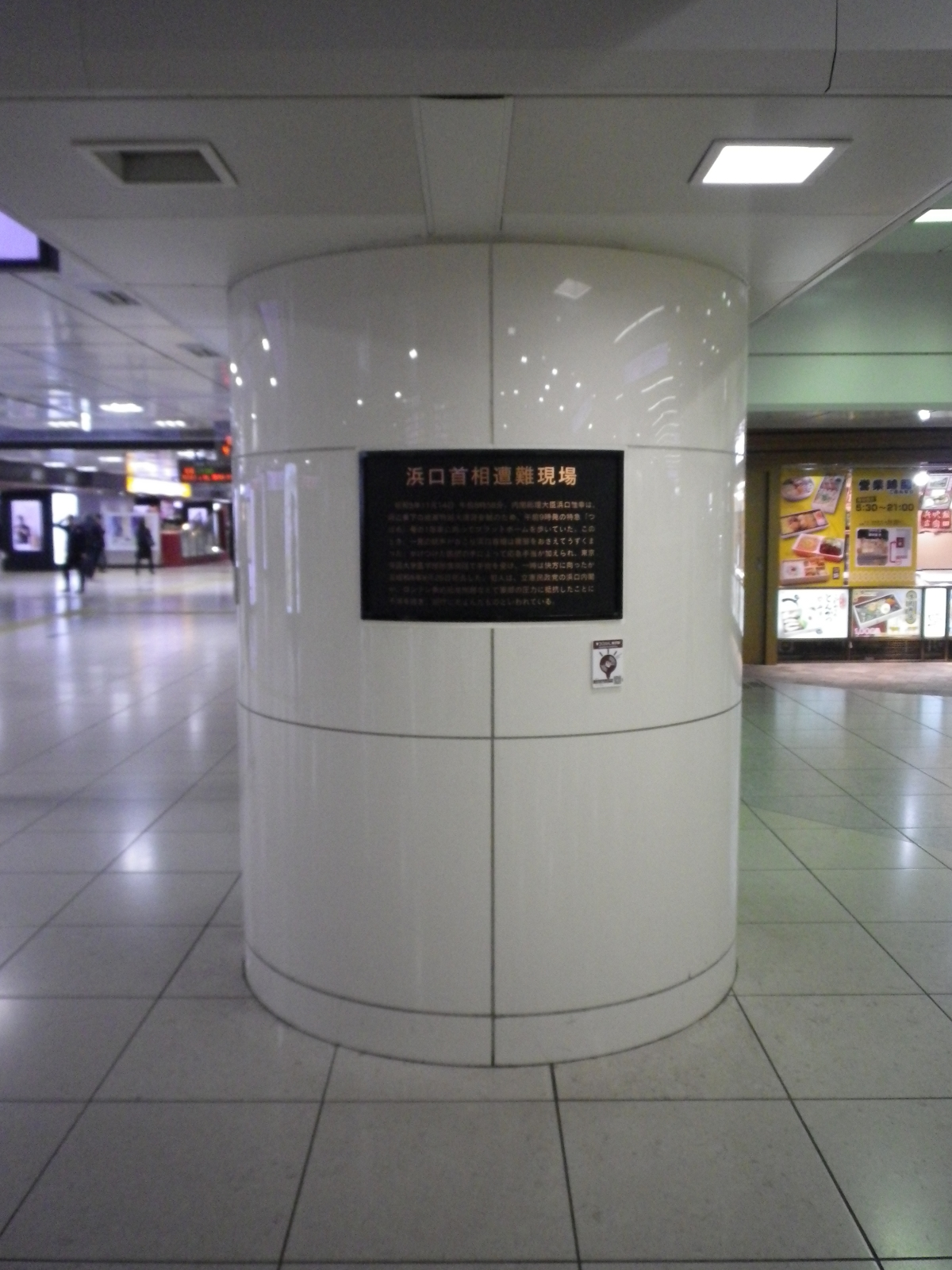
濱口首相遭難現場、東京駅、2013年撮影。

1930年11月14日午前8時58分、東京駅構内にて、特急燕に乗り込むためホームを移動中の濱口雄幸首相を至近距離より銃撃、重傷を負わせる（濱口首相遭難事件）。佐郷屋は銃撃直後に周囲の手で取り押さえられ、現行犯逮捕された。佐郷屋は背後の右翼団体を表には出さず、「濱口は社会を不安におとしめ、陛下の統帥権を犯した。だからやった。何が悪い」と供述したが、「統帥権干犯とは何か」という質問には答えられなかった。
濱口首相は一命を取り留めたものの、翌年、この時の傷がもとで死去した。ただし、濱口首相が特殊な細菌の保有者であったことから、死因は、この細菌が傷口に侵入したことによる化膿によるものと判断された。佐郷屋は殺人未遂罪で起訴、一審では殺人罪が適用され死刑判決、二審では殺人未遂罪が適用され死刑判決が言い渡され、1933年11月6日に上告が棄却されたことにより死刑判決が確定した。1934年恩赦で無期懲役に減刑された。1940年に仮出所している。

### 出所後
出所したのち、愛国社社長岩田愛之助の娘婿になり後を継いで右翼活動を続け、戦後は公職追放を受けるが、佐郷屋嘉昭と改名した。1954年、血盟団事件の中心人物である井上日召と共に右翼団体護国団を結成、副団長となる。団は、メンバーが企業･宗教団体あるいは団員になることを断った者への恐喝や監禁・リンチ等の暴力事件をたびたび繰り返し、逮捕されている。佐郷屋自身も繰返し逮捕されているが、団長の井上日召が責任を取るとして、団及び団長を辞めたことで、かえって佐郷屋が団長となっている。1959年には児玉誉士夫らがいる全日本愛国者団体会議（全愛会議）の初代議長となる。
弟子に藤元正義がいる。「極真会館」のナンバー2となり日本とオランダでキックボクシングを育てた黒崎健時は『格闘技通信』で、母親を心配させるのが苦しくて地元から出ようと考えたときに紹介してくれる人がいたため世話になったが、佐郷屋より思想的教育を受けた事実はないと答えている。
1972年4月14日、入院先の東京慈恵会医科大学付属病院で肝硬変により死去。同年9月8日、東急建設専務が自社株売買をネタに恐喝されていた事件で相模工業学園理事長、右翼団体塾長の2人が逮捕されたが、佐郷屋も生前に恐喝に関与していたとして書類送検された。